# Dobrá Voda (okres Trnava)
Dobrá Voda je obec na Slovensku v okrese Trnava, v chráněné krajinné oblasti Malé Karpaty. Žije v ní 795 obyvatel. Ve vsi je základní škola s devíti třídami a mateřská škola.

## Přírodní poměry
Lokalita Dobrá Voda byla ve 20. století nejaktivnější slovenskou seismickou oblastí a v roce 1906 zde bylo zaznamenáno dokonce nejsilnější zemětřesení na Slovensku v tomto století. Dobrá Voda je zároveň seismickým územím, které je nejblíže jaderné elektrárny Jaslovské Bohunice.
V katastrálním území obce leží přírodní rezervace Slopy a přírodní památky Ľahký kameň a Vyvieračka pod Bachárkou.

## Pamětihodnosti
Ve vsi stojí římskokatolický kostel Narození Panny Marie z roku 1820 a kaplička Nejsvětější Trojice z roku 1730. Na faře je Pamětní síň Jána Hollého, otevřená v roce 1985. Nad vesnicí se nachází zřícenina hradu Dobrá Voda.

## Osobnosti
V obci Dobrá Voda žil na sklonku života slovenský spisovatel a básník Ján Hollý. Přišel sem po dlouhém působení v Madunicích, když se tam při požáru v květnu 1843 zranil a přišel o veškerý majetek. Požádal tehdy církevní vrchnost o pensionování a v nouzi se jej ujal přítel a bývalý spolužák Martin Lackovič, místní farář. V Dobré Vodě působil Hollý až do své smrti 14. dubna 1849 a je pohřben na zdejším hřbitově. Zde mu již 11. května 1854 odhalili nad hrobem pomník s bustou od slovenského sochaře Ladislava Dunajského a s textem od Ľudovíta Štúra.

## Obrázky

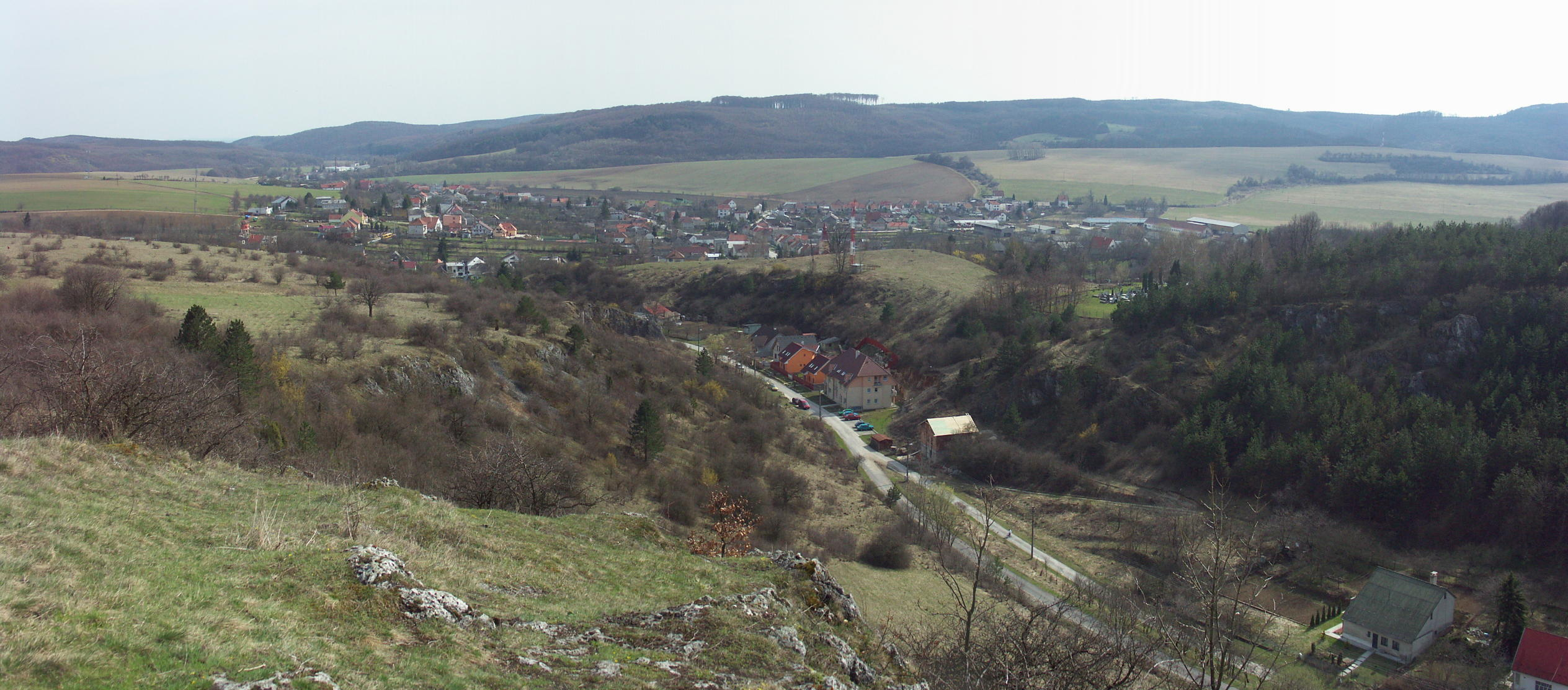
Panorama obce Dobrá voda
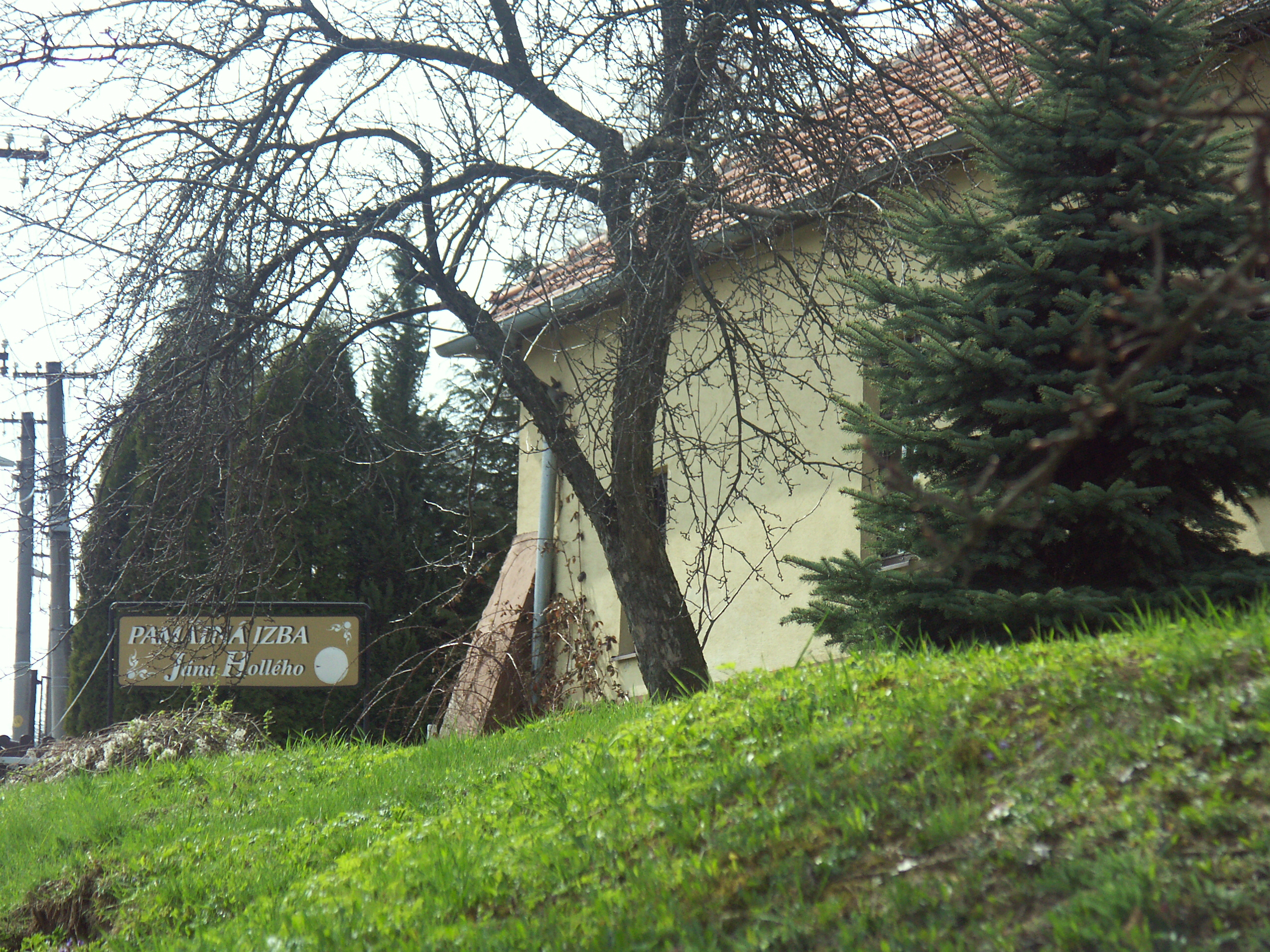
Pamětní síň Jána Hollého
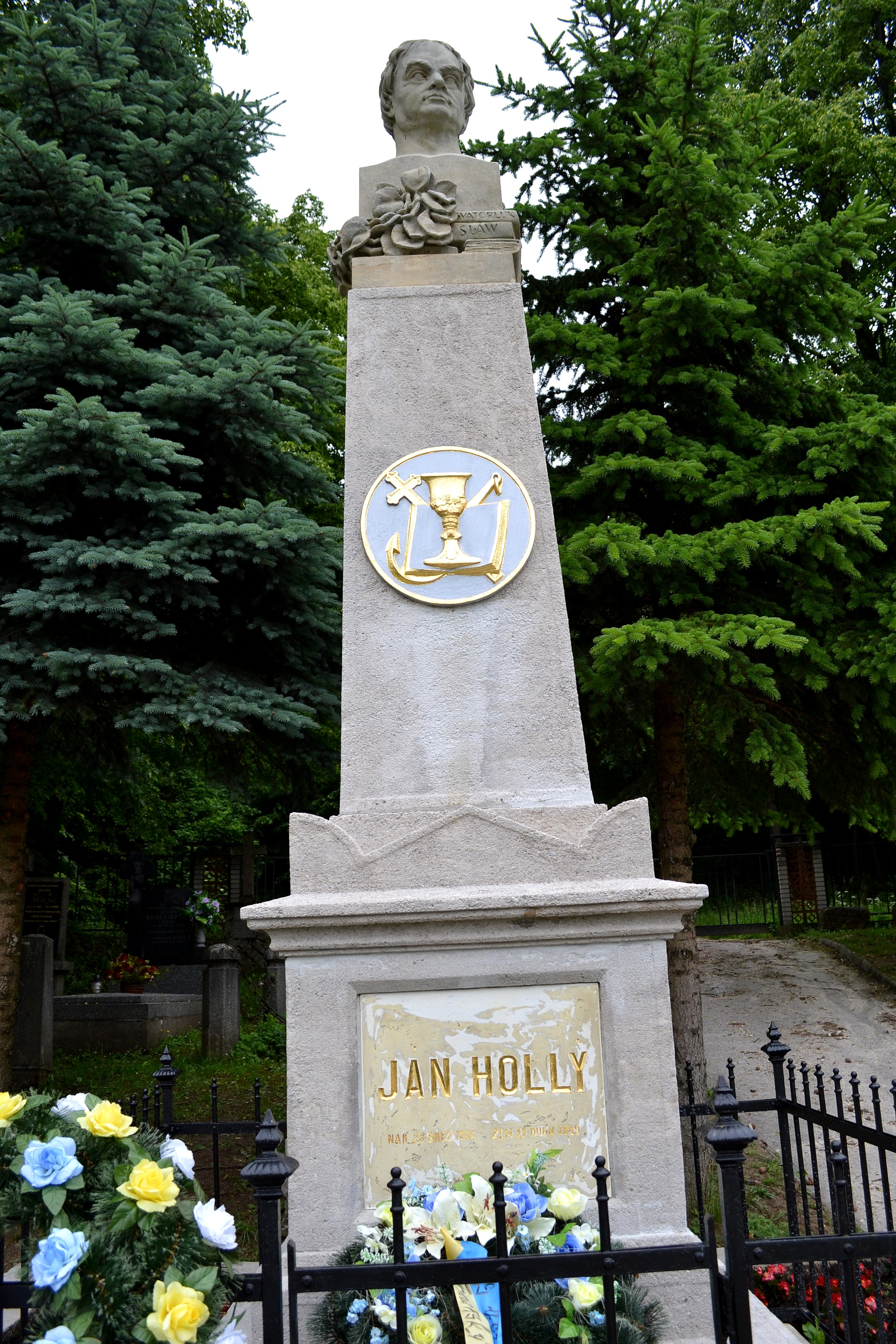
Pomník Jána Hollého
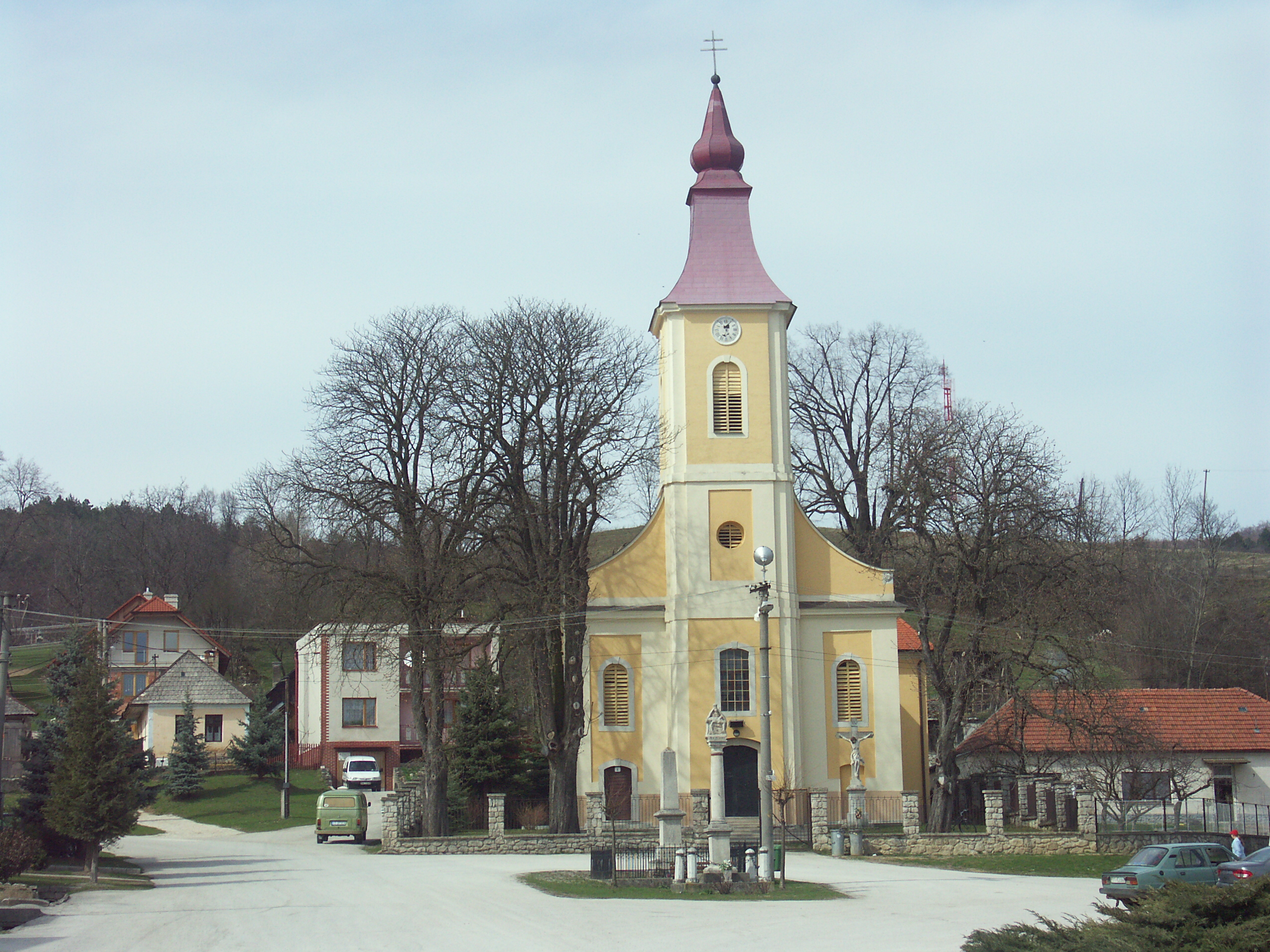
Kostel a náměstí v Dobré vodě
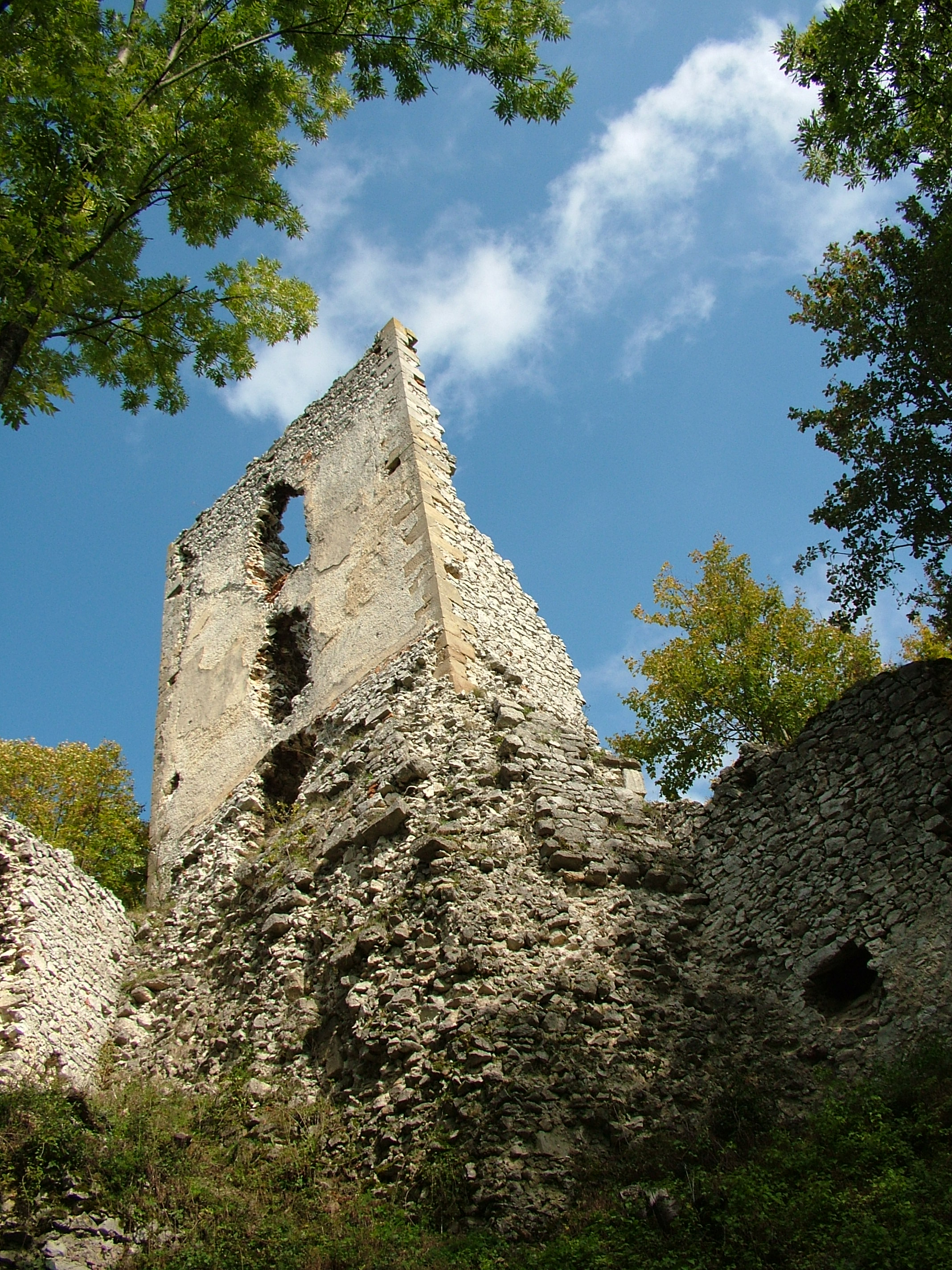
Zřícenina hradu za obcí
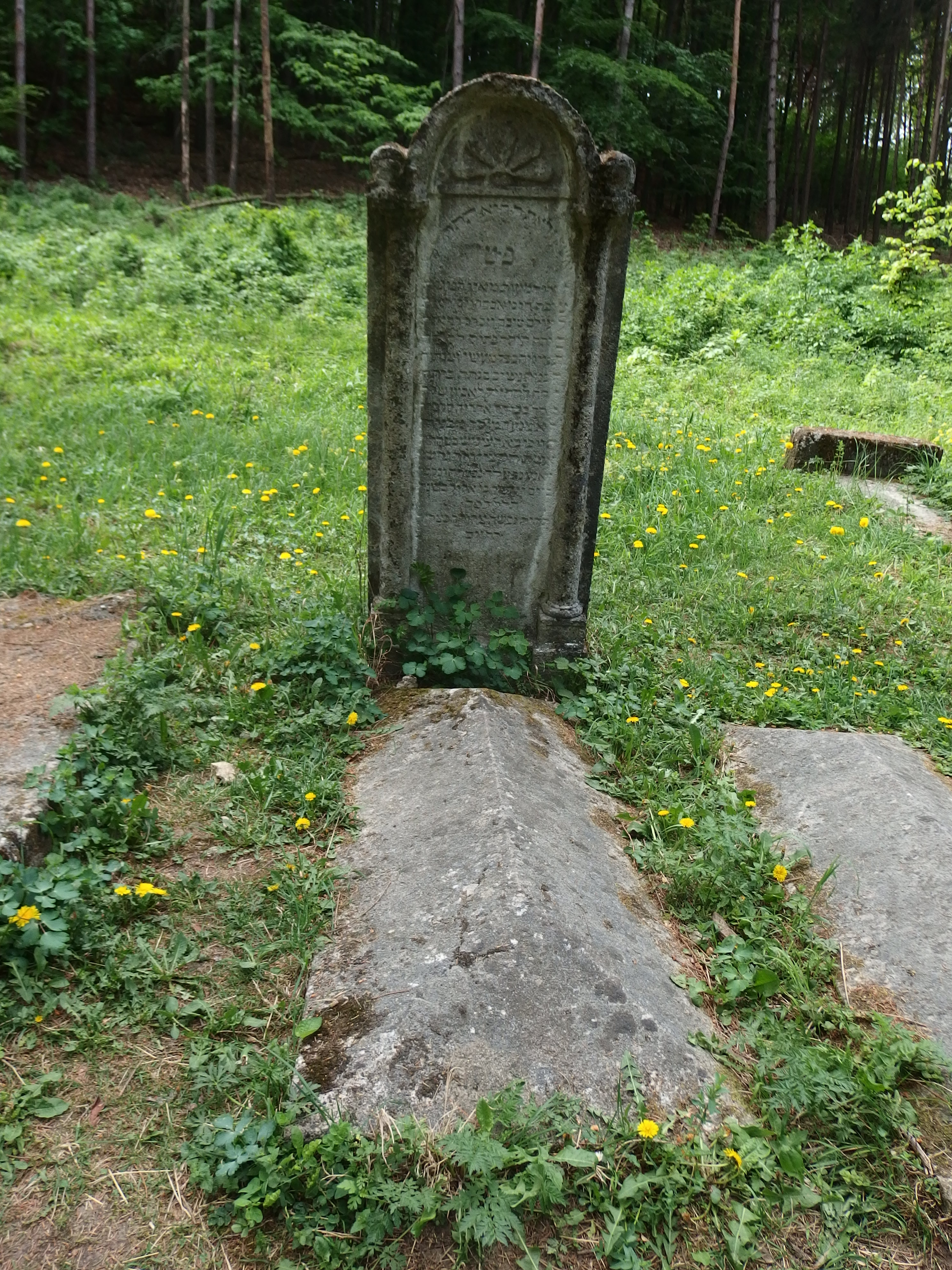
Židovský hřbitov